# آلفرد هنری کیوگ
آلفرد هنری کیوگ (انگلیسی: Alfred Keogh; ۳ ژوئیهٔ ۱۸۵۷ – ۳۰ ژوئیهٔ ۱۹۳۶) فرد نظامی اهل بریتانیا بود. وی همچنین برندهٔ جوایزی همچون لژیون دونور (افسر بزرگ) شده‌است.